# Äbeni Flue
L'Äbeni Flue (3962 m s.l.m. - detto anche Ebnefluh e Ebenefluh) è una montagna delle Alpi Bernesi che si trova lungo la linea di confine tra gli svizzeri Canton Berna e Canton Vallese.

## Caratteristiche
Si trova tra il Gletscherhorn (collocato a nord-est) ed il Mittaghorn (collocato a sud-est). Assieme a queste due montagne chiude a sud in modo imponente la Lauterbrunnental.

## Salita alla vetta
Si può salire sulla vetta partendo dalla Hollandiahütte (3240 m s.l.m.).